# Ariel Kenig
Pour les articles homonymes, voir Kenig.
Ariel Kenig, né le 24 juin 1983, est un écrivain, dramaturge et auteur-interprète français. Il vit et travaille entre la Crète et Marseille

## Biographie
Son deuxième ouvrage La Pause, est publié en 2006. Dans son avis critique, Martine Laval de Télérama écrit alors : « Ariel Kenig a 23 ans, et déjà un talent de percevoir le monde et de l’écrire – dans la lignée de Duras. La Pause, son deuxième livre, n’est ni un plaidoyer politique ni un livre sociologique, mais bel et bien un roman, une histoire d’inquiétudes, d’interrogations. »

## Romans
- Camping Atlantic (janvier 2005, éditions Denoël – 190 pages -  (ISBN 978-2-207-25609-1)).
- La Pause[1] (septembre 2006, éditions Denoël – 145 pages –  (ISBN 978-2-207-25808-8)).
- Quitter la France (mars 2007, éditions Denoël – 75 pages –  (ISBN 978-2-207-25960-3))
- New Wave (d'après le scénario du film de Gaël Morel), 2008, Éditions Flammarion -  (ISBN 9782081215016)).
- Le Miracle (janvier 2012, éditions de l'Olivier - 152 pages -  (ISBN 978-2-879-29979-2)).

## Nouvelles
- RER, in Disneyland, ouvrage collectif, Flammarion.
- L'Inconnu de Marseille, ouvrage collectif à l'occasion de Marseille Capitale Européenne de la Culture 2013, éditions Le Bec en l'air.

## Théâtre
- Le Feu, d'après Le Feu d'Henri Barbusse, lu et mis en espace par Ariel Kenig, création août 2007, avec le soutien de la Fondation Solange Bertrand, château de Montigny-lès-Metz.
- Pompéi ou le suspense pornographique, pièce créée dans le cadre du festival Mises en capsules, du 29 mai au 10 juin 2007, au Ciné 13 Théâtre, avec Nadège Perrier et Stanislas Kemper.
- Pas ce soir, avec le soutien de la Fondation Beaumarchais.
- Elle t'embrasse
- Tout être (2013)

## Littérature jeunesse
- La littérature est un jeu, éditions Librio, avril 2007  - 92 pages -  (ISBN 978-2-290-00348-0))
- Mon œil, avec Éric Franceschi, éditions Thierry Magnier, collection Photoroman, août 2007 - 115 pages  (ISBN 978-2-84420-578-0))
- Je ne suis pas un panda[2] , éditions L'École des loisirs, collection Mouche, août 2008  (ISBN 978-2-211-09312-5))
- Je ne suis pas une lumière[3], éditions L'École des loisirs, collection Mouche, septembre 2009  (ISBN 978-2-211-09525-9))

## Cinéma et vidéo
- L'Echappée belle, court-métrage de François Tessier, 2009, écrit par François Tessier et Ariel Kenig (La vie est belle Films). Avec Sophie Cattani, Yannick Soulier, François Marthouret, Julien Alluguette…
- Quitter la France (trois couleurs), vidéo (50 min), 2007, coécrit et coréalisé avec François Tessier. Avec le soutien du Festival Correspondances de Manosque.